# Вольфсангель
Вольфсангель
Вольфса́нгель (нем. Wolfsangel [ˈvɔlfsˌʔaŋəl] — букв. волчий крюк; нем. Dopplehaken) — нацистский символ, использовавшийся в Третьем Рейхе, а затем в среде ультраправых, в том числе неонацистов. В контексте ультраправой культуры — один из символов ненависти. Включает кривую линию, горизонтальную или вертикальную с острыми крюками на каждом конце и короткую линию, пересекающую её посередине. Может иметь также зеркальную и вертикальную вариации.
Вне контекста ультраправых используется в геральдике, присутствует на гербах ряда немецких городов. Происходит от фигуры, в прошлом рассматриваемой как имеющая функцию оберега.

## Происхождение
Фигура предположительно восходит к форме средневекового приспособления для ловли волков (волчий крюк). Железные крюки соответствующей формы, датируемые XIII веком, были обнаружены археологами на северо-востоке земли Северный Рейн-Вестфалия в 2009 году. Первоначально был магическим символом, который применялся для защиты от оборотней, позже стал использоваться в геральдике, где обозначал волчью яму. В XV веке стал эмблемой крестьянского восстания и некоторое время считался символом свободы и независимости, хотя во время Тридцатилетней войны назывался также знаком «распутной тирании».
Кроме того, вольфсангель наносился на приграничные (межевые) камни в качестве гербового или защитного знака от сил зла; для защиты собственности. Считалось, что знак способен отгонять волков.

Фигура, к которой восходит символ
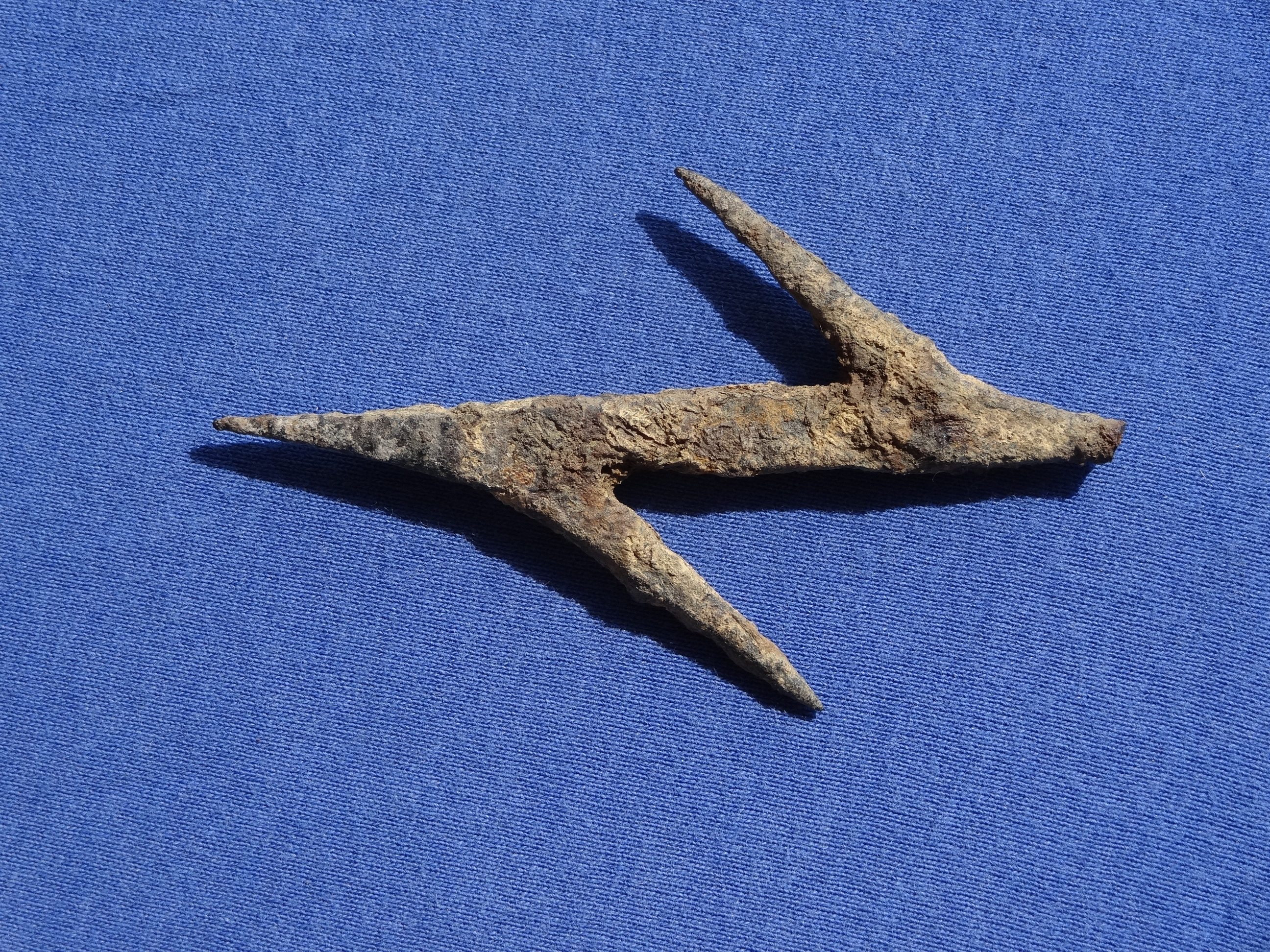
Волчий крюк VIII века, найденный в 2014 году на вилле Арнесбург[нем.] (Гессен, Германия)
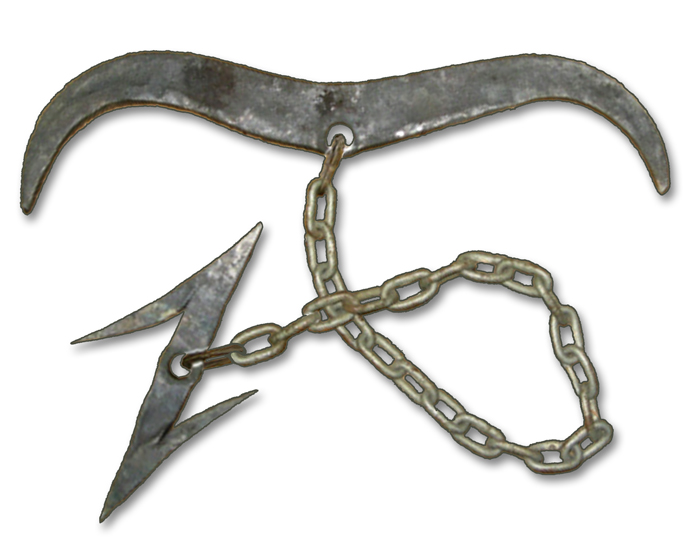
Исторический волчий капкан. Верхняя часть крепилась между ветвями дерева, а нижняя часть, с мясом, предназначалась для заглатывания волком
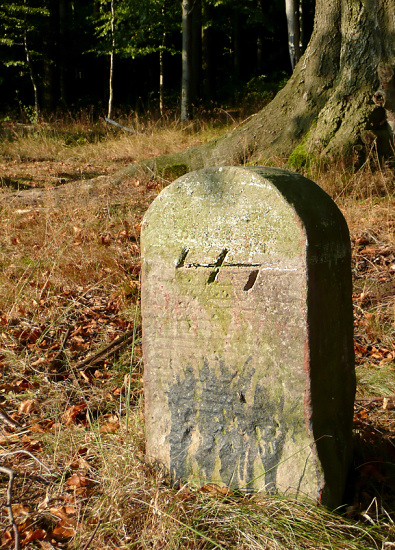
Приграничный (межевой) камень. Хребет Дайстер[нем.], Нижняя Саксония

## В литературе

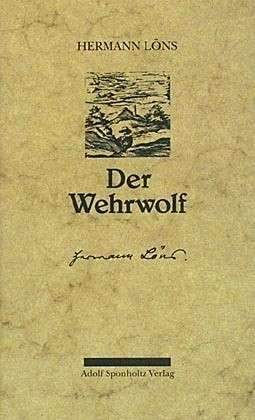
Обложка книги Германа Ленса «Вервольф».1910 год.

В 1910 году немецкий писатель Герман Лёнс опубликовал роман «Der Wehrwolf», повествующий о крестьянском отряде самообороны в период Тридцатилетней войны. Тон романа, воспевающего доблестное сопротивление мародёрам, сделал его популярным в 1920-е—1930-е годы, стал знаменитым и символ вольфсангель, использовавшийся отрядом как эмблема.

## Политический символ до 1945 года
C 1918 года «волчий крюк» являлся эмблемой Вюртембергского добровольческого отряда особого назначения — одного из белых добровольческих корпусов, которым командовал подполковник Гретер.
Вариант «волчьего крюка» был некоторое время эмблемой голландской нацистской партии.

### В нацистской Германии
Первое время служил эмблемой НСДАП. Впоследствии вольфсангель был выбран эмблемой (тактическим знаком) танковой дивизии СС «Рейх». Кроме того, этот знак в различных вариациях использовался в других подразделениях СС и Вермахта, в частности, 34-й добровольческой пехотной дивизии СС «Ландсторм Недерланд» (дивизионная эмблема и петличный знак) и других. Использовался «NS-Schülerbund» и «HJ-Adjudanten». Вертикальный вольфсангель в зеркальном отображении являлся эмблемой 4-й полицейской моторизованной дивизии СС, а в незеркальном — СА-штандарта «Фельдхеррнхалле» (элитного подразделения СА, затем люфтваффе).

Вольфсангель в эмблемах воинских подразделений нацистской Германии
Эмблема 19-й пехотной и танковой дивизий Вермахта
Эмблема 133-й дивизии крепости Крит Вермахта
Эмблема дивизии СС «Рейх»
Эмблема дивизии СС «Ландсторм Недерланд»
Эмблема 4-й полицейской моторизованной дивизии СС

## Политический символ после 1945 года
Применяется в неонацистской символике. В Германии символ официально не запрещён, кроме случая использования в качестве символики запрещённой неонацистской организации «Юнге фронт» (нем. Junge Front, JF). Символ использовался шведской неонацистской организацией «Белое арийское сопротивление» (швед. Vitt Ariskt Motstånd). Используется ультранационалистической организацией «Иранский арийский национальный фронт». Является символом американской неонацистской антисемитской террористической организации «Арийские нации». В горизонтальном варианте иногда используется организацией Церковь Сатаны.

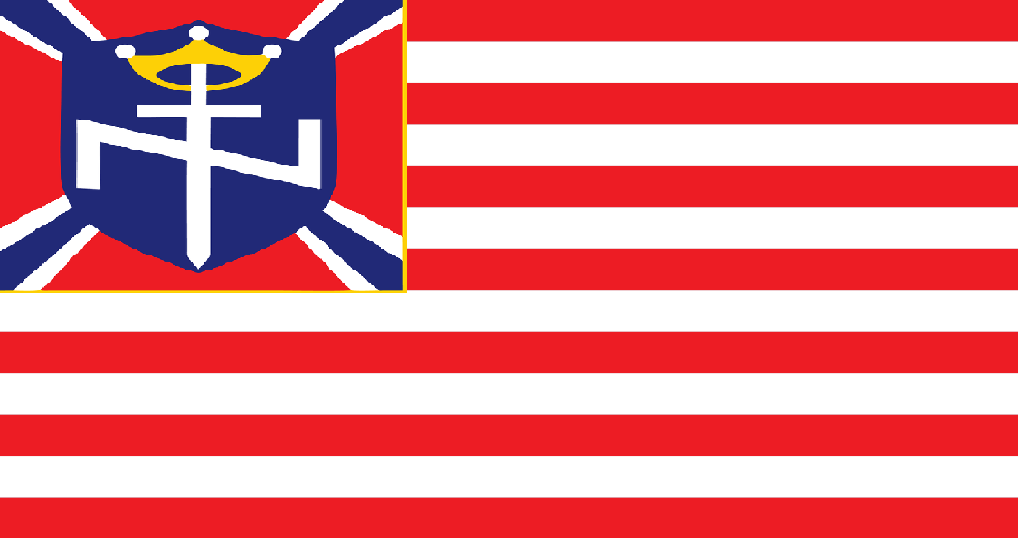
Флаг американской неонацистской террористической организации «Арийские нации»
Флаг «Национал-идентитарных сил[исп.]» (FN-I), чилийского неонацистского идентитарного движения (с 2013)[15]
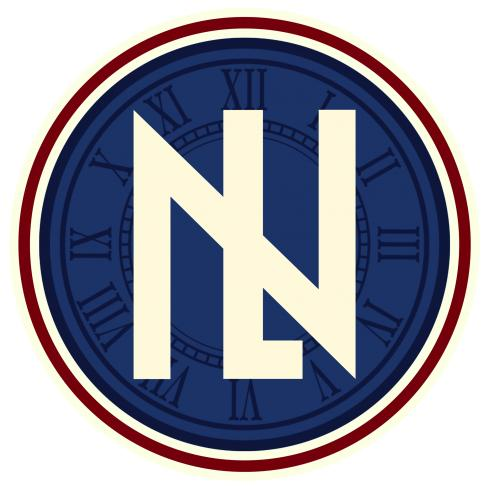
Логотип Национал-либеральной партии расиалистского французского политка Анри де Лескена[англ.]. Подобно альтернативным правым, де Лескен использует политическую иронию для продвижения своих идей в общественной сфере[16].

### Украина. «Идея нации»
Политолог Андреас Умланд писал, что в зеркальном изображении символ образует монограмму из сочетания латинских букв «I» и «N», что интерпретируется в качестве лозунга «идея нации». По мнению Умланда, «использующие этот символ радикальные националисты могут заявить, что такое сочетание не имеет отношения к нацизму, а „просто так совпало“, что их волчий крюк напоминает нацистский. Однако такого рода объяснения неубедительны».

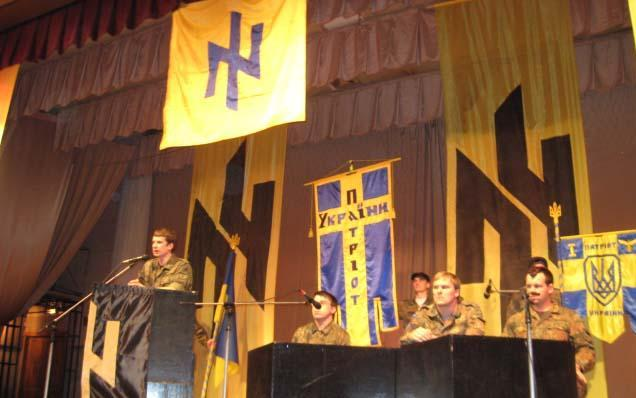
Второй съезд организации «Патриот Украины» в Харькове, 12 апреля 2008

По словам руководителя украинской военизированной неонацистской организации «Патриот Украины» Андрея Билецкого, при выборе символа «Идея нации» они руководствовались «исключительно украинским его содержанием без ссылок на средневековую немецкую геральдику, а тем более — на символику национал-социалистической Германии». В частности, эмблема в зеркальном виде являлась логотипом (1991—2003) ультраправой Социал-национальной партии Украины (СНПУ). Вольфсангель использовался в качестве символики «бригадой Азов». В 2022 году бригада отказалась от данного символа, приняв в качестве эмблемы золотой трезубец.

### Россия
В России вольфсангель был дважды внесён в Федеральный список экстремистских материалов (п. 2809 — решение Устиновского районного суда города Ижевска от 12.03.2015 и п. 3269 — решение Фрунзенского районного суда города Владимира от 30.11.2015). На этом основании были привлечены к административной ответственности: ЧОП в Москве за использование его в собственной символике и житель Череповца за его размещение в сети «ВКонтакте». Также за осквернение памятников с использованием символа к уголовной ответственности с реальными сроками заключения была привлечена группа лиц в Новосибирске.

## Геральдика

Гербы немецких городов
Борнхайм (Франкфурт-на-Майне)
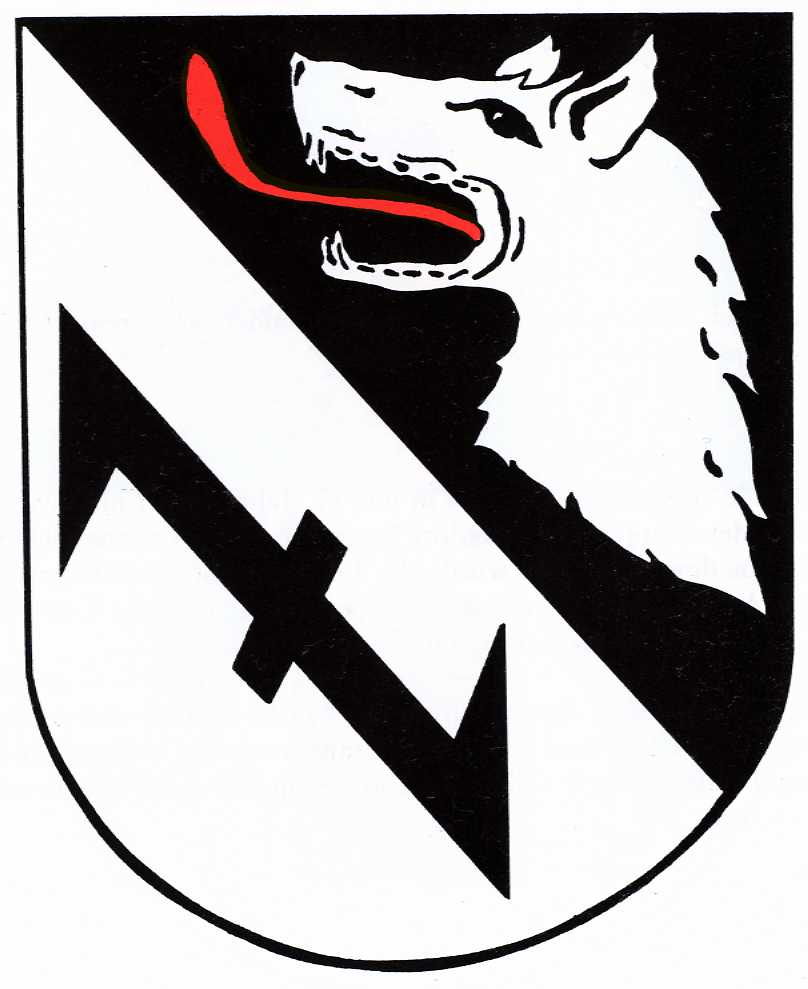
Бургведель
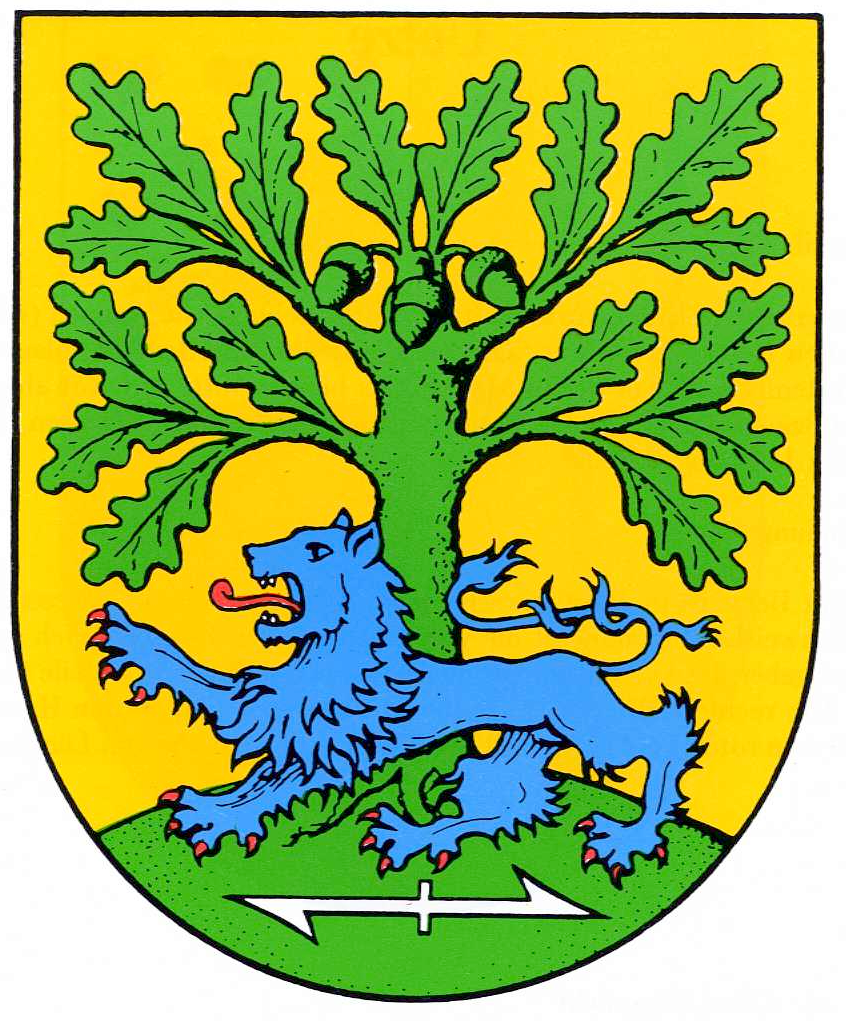
Ведемарк
Вольксайм
Вольфах
Вольфисайм
Вольфштайн
Дассендорф
Дернбах
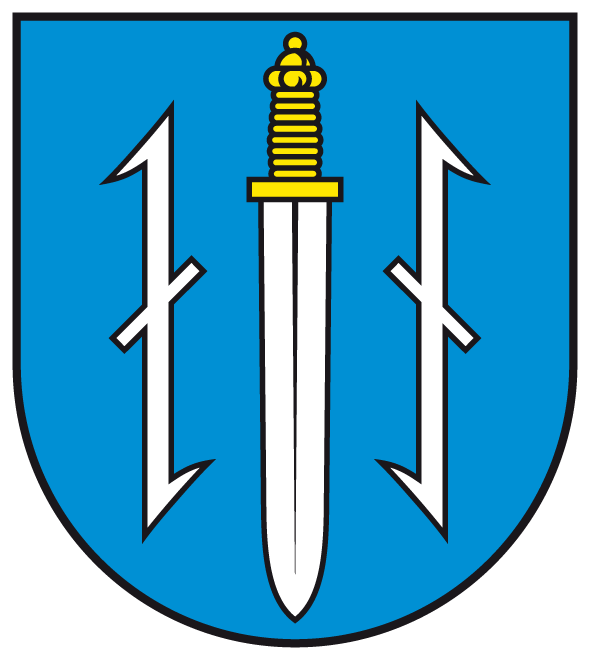
Зиббессе
Идар-Оберштайн
Ильфесхайм
Клайнблиттерсдорф
Мангейм
Марпинген
Меллендорф (Ганновер)
Момменхайм
Неккартенцлинген
Равенсбург
Рюссельсхайм[3]
Хальберштадт
Хемер
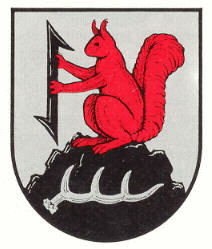
Хиршхорн
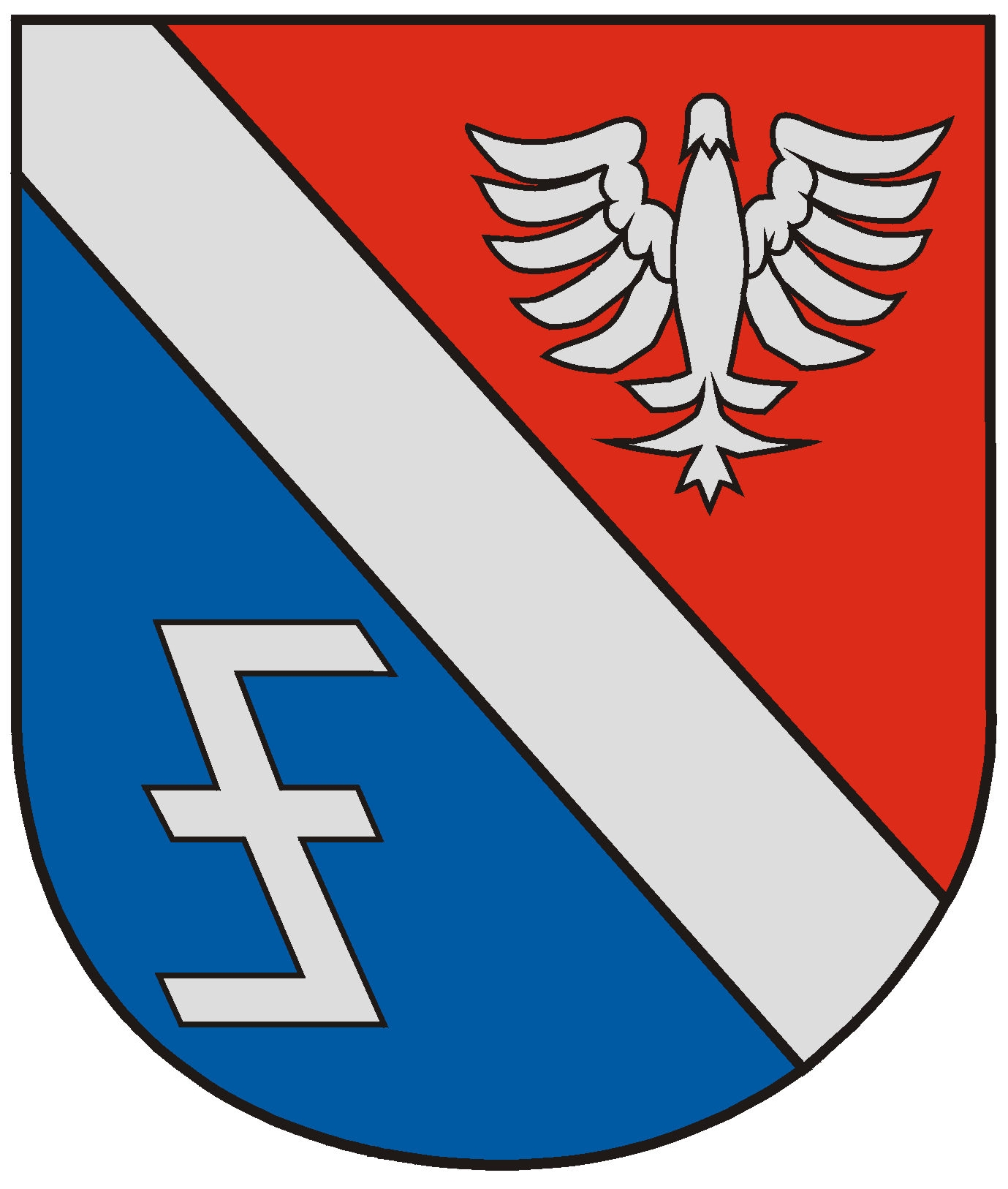
Эппельборн
Эрвитте
Эстрих-Винкель